# 顾秀莲
顾秀莲（1936年12月—），汉族，江苏南通人，中国共产党、中华人民共和国政治人物，原副国级领导人。中共中央党校研究生学历，高级经济师。曾任第十届全国人大常委会副委员长，全国妇联主席，化学工业部部长，江苏省人民政府省长等职，是中共第十一届中央候补委员，第十二至十五届中央委员会委员。她是中华人民共和国首位女省长，自2008年3月6日起任中国关心下一代工作委员会主任。

## 生平

### 早年经历
作为家中的长女，顾秀莲从16岁开始，就到工厂工作补贴家用，给弟弟妹妹积攒学费。1953年至1954年，她曾在东北公安干部学校学习。学习期满后，就被分配到辽宁省本溪市公安局工作。1956年9月加入中国共产党。1958年，顾秀莲又到沈阳冶金机械专科学校机械系学习。毕业后，她被派往甘肃省金川有色金属公司机修厂，担任生产技术科的技术员；此后又兼任该厂共青团总支副书记、共青团委书记。顾秀莲在甘肃的工作经历很有意思。因为，四十年后，和她同为中华人民共和国国家领导人的胡锦涛、温家宝、吴仪等人，都曾于二十世纪六十年代在甘肃省的不同地区工作过。

### 平步青云
1964年顾秀莲调任纺织工业部科技情报所技术员，并在青岛纺织机械厂、上海纺织机械厂参加“四清”工作，任组长；她还曾出任纺织工业部业务组抓生产，并兼任党支部委员。“文革”期间，三十多岁的顾秀莲曾参与国务院计划起草小组的工作，并担任国家计委革委会党的核心小组成员。自1973年起，顾秀莲历任国家计委副主任、党组成员，国务院知青领导小组副组长，国家计划生育委员会副主任等职。
1982年，时年46岁的顾秀莲获得“外放”的机会，出任中共江苏省委副书记；不久后，她即当选江苏省的省长，成为中华人民共和国首位女省长。1989年，顾秀莲上调中央，出任中华人民共和国化学工业部部长。

### 进入中央
在担任了6年江苏省省长、十年化工部部长之后，1998年顾秀莲出任中华全国妇女联合会党组书记、副主席、书记处第一书记。2003年3月，她在第十届全国人大第一次会议上，当选全国人大常委会副委员长；并于同年8月，在全国妇联第九届执委会第一次全体会议上，当选为全国妇联主席。

## 著作
- 《在江苏的实践与思考》化学工业出版社  1998
- 《改革 开放 发展：1982～1989》江苏人民出版社  2006
- 《创新 创业 创造：顾秀莲文选1998～2000》中国妇女出版社  2006
- 《创新 创业 创造：顾秀莲文选2001～2003》中国妇女出版社  2006
- 《管理 改革 创新：1989-1998（上中下）》化学工业出版社  2008
- 《改革 开放 创新（全六卷）》化学工业出版社  2009
- 《创业 改革 创新：1998～1999》中国妇女出版社  2010
- 《创业 改革 创新：2000》中国妇女出版社  2010
- 《创业 改革 创新：2001》中国妇女出版社  2010
- 《创业 改革 创新：2002～2003》中国妇女出版社  2010
- 《创业 改革 创新：2003～2008（上下）》中国妇女出版社  2010
- 《中国特色妇女发展之路》人民出版社  2010-01
- 《顾秀莲人大文集》 中国长安出版社  2014-01

## 所獲榮譽
- 2006年10月18日，为表彰她对中国妇女儿童事业的贡献，顾秀莲获得“宋庆龄樟树奖”。
- 2008年10月，入選国际妇女论坛（英语：International Women's Forum）国际名人堂[1]。